# Miliaria
La miliaria es una dermatitis vesiculosa o pustulosa secundaria a la retención intraepidérmica de la secreción glandular ecrina.

## Etiología
Se cree que la miliaria se debe a la acumulación de sudor en los conductos ecrinos obstruidos que acaba produciendo la disrupción del conducto glandular (favorecida por la inmadurez de la glándula del neonato) y la acumulación intraepidérmica de la secreción. Los recién nacidos tienen una dotación completa de glándulas ecrinas que se distribuyen con mayor densidad que tras el crecimiento. Es probable que el calentamiento exagerado, por el exceso de ropa o por la fototerapia, contribuya a la patogenia del cuadro.

## Clasificación

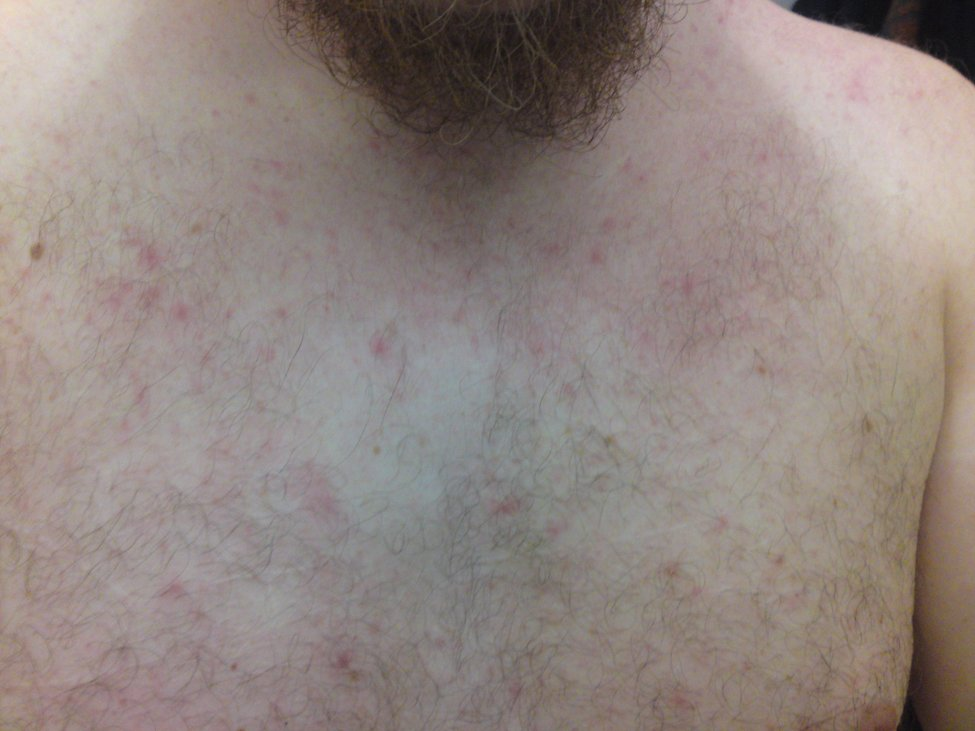
Típicos puntos rojos en tórax, cuello y hombros, causados por la miliaria rubra.

Se distinguen cuatro variantes según el nivel al que se obstruya el conducto excretor de la glándula ecrina:
- Miliaria cristalina (sudamina): vesículas claras de 1-2 mm, superficiales y no inflamatorias que se rompen con facilidad. La vesícula se forma en el estrato córneo.
- Miliaria rubra («sarpullido por el calor»): pequeñas pápulas eritematosas y agrupadas que suelen localizarse en los pliegues cutáneos y en las áreas cubiertas por la ropa. Es secundaria a una obstrucción más profunda y va acompañada de inflamación.
- Miliaria pustulosa: lesiones pustulosas superficiales, no asociadas a los folículos.
- Miliaria profunda: erupción papulosa ligeramente inflamatoria que se origina en la porción dérmica del conducto ecrino. No se observa generalmente en los niños y es un proceso más frecuente en países tropicales.

## Cuadro clínico
Los síntomas clásicos son ardor y prurito. En casos graves puede haber fiebre, postración por calor e incluso muerte. Las lesiones se caracterizan por vesículas, pápulas, vesiculopápulas o pústulas pequeñas superficiales enrojecidas, de pared delgada, discretas pero muy juntas. Es más frecuente en áreas cubiertas de la piel.

## Diagnóstico diferencial
El diagnóstico de la miliaria es fácil en las formas más comunes, miliaria cristalina y rubra, mientras que la miliaria pustulosa plantea un amplio diagnóstico diferencial que incluye diversos procesos infecciosos, así como otras pustulosis neonatales. La tinción con el método de Wright de la extensión del contenido de las vesículas muestra ausencia o escasas células en la miliaria cristalina, linfocitos en la miliaria rubra, y linfocitos y polimorfonucleares en la miliaria pustulosa. El cultivo microbiológico del frotis es negativo.

## Tratamiento
Retirar el exceso de ropa y control adecuado de la temperatura y de la humedad ambientales. La aplicación de emolientes oclusivos puede exacerbar la erupción.

### Recomendaciones
- En la estación cálida, vestir al bebé con ropa ligera y suave de algodón, ya que esta fibra es muy absorbente y mantiene la humedad lejos de la piel del bebé.
- Si no se dispone de aire acondicionado, el uso de un ventilador puede ayudar a evaporar la humedad y refrescar al bebé. El ventilador se debe colocar lo suficientemente lejos del bebé como para que sólo haya una brisa suave sobre él.
- Evitar el uso de talcos, cremas y ungüentos. Los talcos para bebé no alivian ni previenen la miliaria; mientras que las cremas y los ungüentos tienden a mantener la piel más caliente y obstruyen los poros.